# Antonio del Castillo y Saavedra

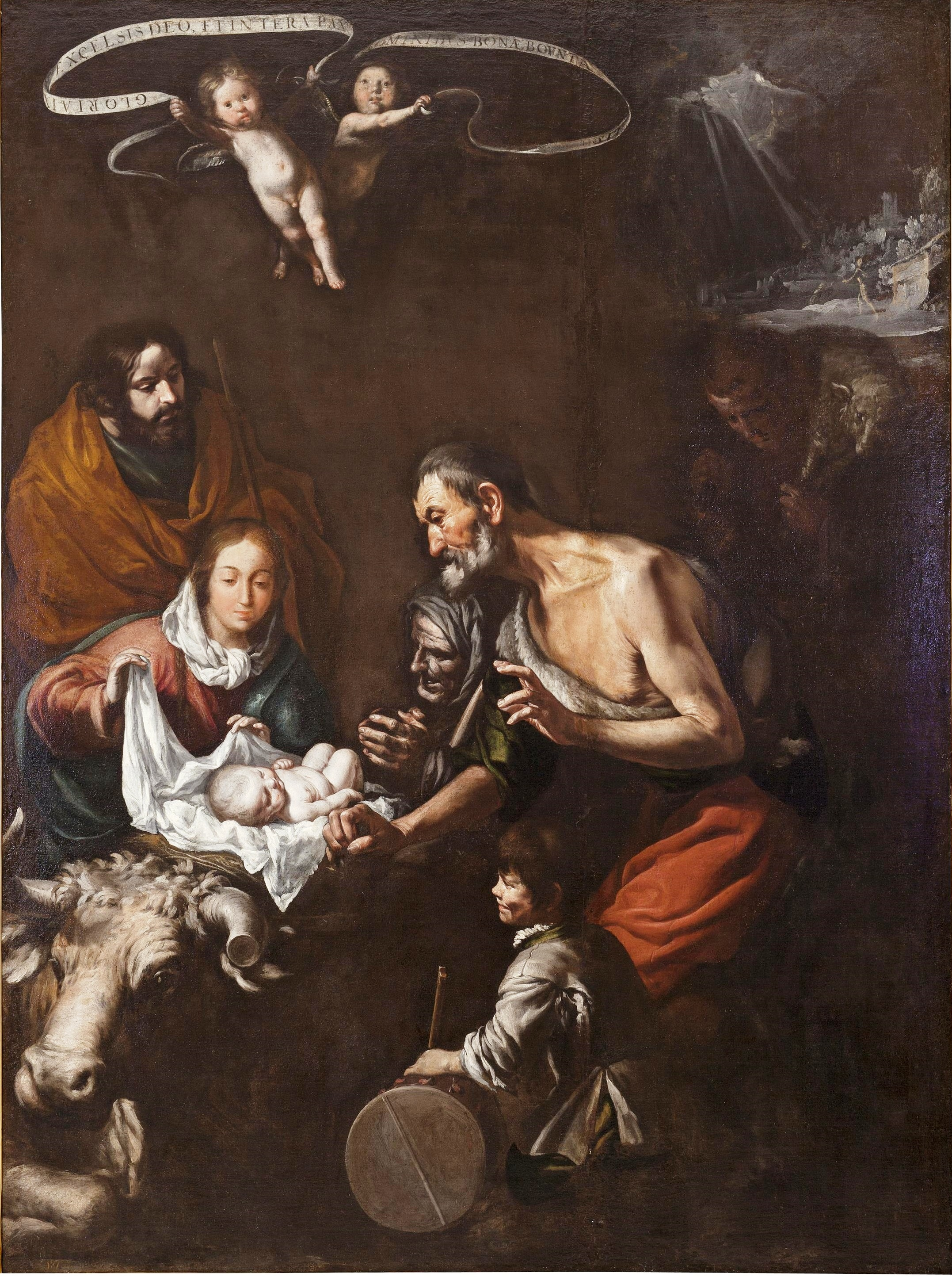
Anbetung der Hirten von Antonio del Castillo

Antonio del Castillo y Saavedra (* 10. Juli 1616 in Córdoba; † 2. Februar 1668 ebenda) war ein spanischer Maler und Bildhauer des Barock sowie auch Architekt und Dichter.

## Biografie

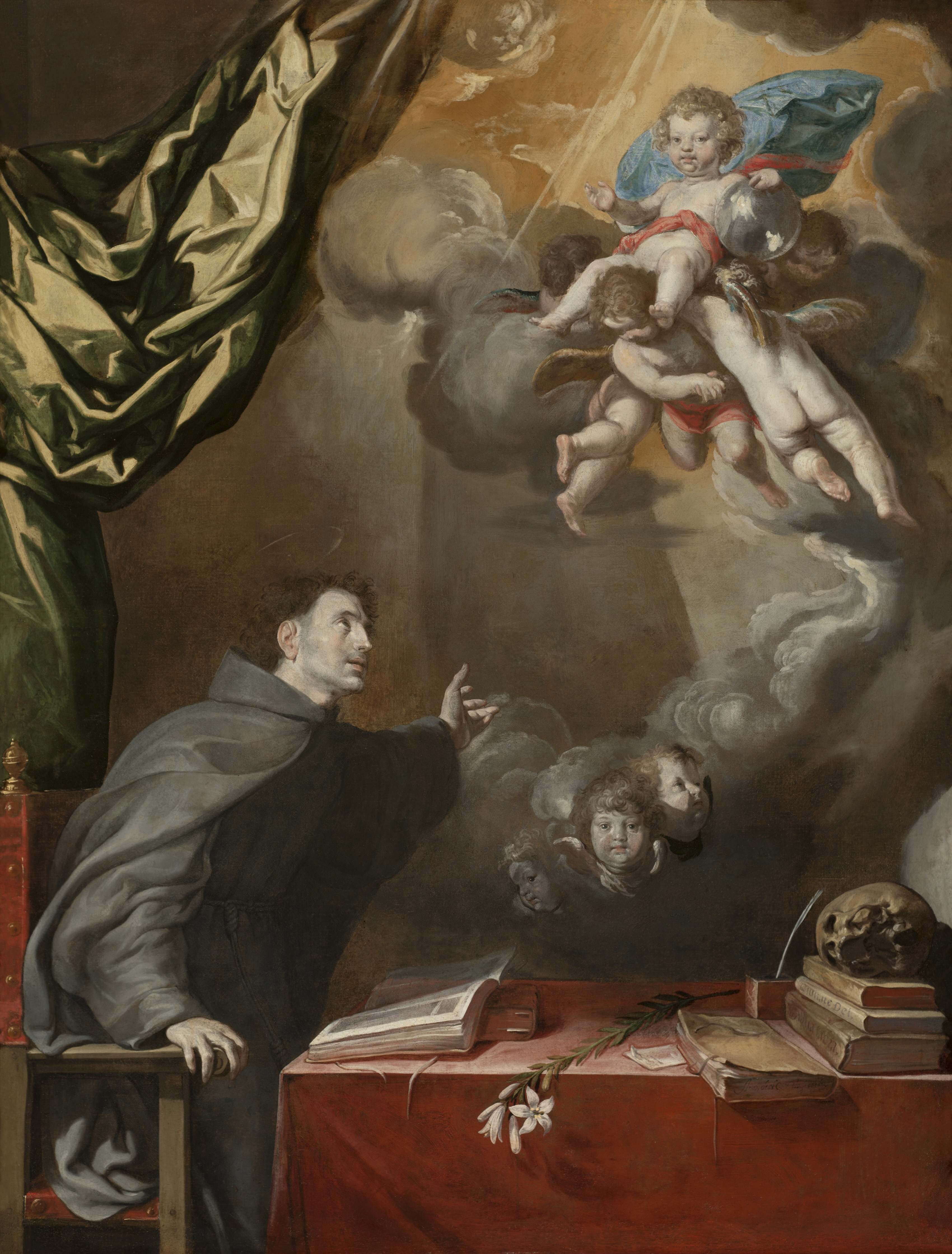
Antonio del Castillo: Das Jesuskind erscheint dem Hl. Antonio

Antonio del Castillo y Saavedra erlernte die Malerei zunächst bei seinem Vater Agustín del Castillo und nach dessen Tod im Jahr 1626 bei einem Maler religiöser Bilder namens Ignacio Aedo Calderón. Später lernte er in Sevilla bei Francisco de Zurbarán und seinem Onkel Juan del Castillo, der als Lehrer der drei großen andalusischen Maler Cano, Murillo und De Moya in die Kunstgeschichte einging. 1635 kehrte er zurück nach Córdoba. Dort malte er überwiegend religiöse Fresken und Ölbilder. Viele seiner Werke sind heute noch in Kirchengebäuden in und um seine Heimatstadt herum zu sehen.